# Campeonato Panamericano de Pesca Submarina
El Campeonato Panamericano de Pesca Submarina es una competición organizada por la Confederación Mundial de Actividades Subacuáticas (CMAS), para definir a los mejores representantes de esta disciplina deportiva, tanto a nivel individual como colectivo en las Américas. Como recuento, a 2024 la CMAS ha realizado un total de 9 eventos para premiar a campeones panamericanos de pesca submarina, siendo el primero celebrado en Lima, Perú, en 2005. Desde entonces se lleva a cabo con una periodicidad de dos años, y define a quienes clasifican al Campeonato Mundial de Pesca Submarina.

## Campeonato por equipos
Medallero
| Núm. | País           | Oro | Plata | Bronce | Total |
| ---- | -------------- | --- | ----- | ------ | ----- |
| 1    | Chile          | 4   | 2     | 0      | 6     |
| 2    | Brasil         | 2   | 2     | 2      | 6     |
| 3    | Venezuela      | 1   | 0     | 2      | 3     |
| 4    | Argentina      | 1   | 0     | 1      | 2     |
| 5    | Perú           | 0   | 2     | 2      | 4     |
| 6    | Estados Unidos | 0   | 2     | 1      | 3     |

Resultados
| #  | Año  | Sede                          | Oro                   | Plata                    | Bronce                   | Cuarto               |
| -- | ---- | ----------------------------- | --------------------- | ------------------------ | ------------------------ | -------------------- |
| 1  | 2005 | Lima, Perú                    | Chile · (182.045)     | Brasil · (89.385)        | Perú · (84.366)          | Venezuela · (63.405) |
| 2  | 2007 | Higuerote, Venezuela          | Chile · (286.540)     | Brasil · (259.580)       | Venezuela · (168.970)    | Perú · (-45.690)     |
| 3  | 2011 | Lima, Perú                    | Chile · (137.279)     | Perú · (73.146)          | Venezuela · (36.312)     | Brasil · (16.306)    |
| 4  | 2013 | Miami, Estados Unidos         | Venezuela · (450.600) | Estados Unidos (359.060) | Brasil · (327.790)       | Perú · (156.310)     |
| 5  | 2015 | Acapulco, México              | Brasil · (349.440)    | Chile · (299.980)        | Estados Unidos (229.540) | México · (78.980)    |
| 7A | 2019 | Comodoro Rivadavia, Argentina | Argentina (514.740)   | Chile · (343.570)        | Perú · (250.630)         | Brasil · (215.100)   |
| 8  | 2022 | Cabo Frío, Brasil             | Brasil · (67.430)     | Estados Unidos (40.450)  | Argentina (30.865)       | Uruguay · (17.635)   |
| 9  | 2024 | Antofagasta, Chile            | Chile · (152.625)     | Perú · (103.675)         | Brasil · (67.250)        | Argentina (24.000)   |

A: Versión 6 de 2017 fue suspendida, haciéndose en la misma localía durante 2019.

## Campeonato individual
Medallero
| Núm. | País           | Oro | Plata | Bronce | Total |
| ---- | -------------- | --- | ----- | ------ | ----- |
| 1    | Chile          | 5   | 3     | 1      | 9     |
| 2    | Brasil         | 1   | 2     | 4      | 7     |
| 3    | Argentina      | 1   | 1     | 1      | 3     |
| 4    | Estados Unidos | 1   | 0     | 0      | 1     |
| 5    | Venezuela      | 0   | 2     | 1      | 3     |
| 6    | Perú           | 0   | 0     | 1      | 1     |

Resultados
| #  | Año  | Sede                          | Oro                        | Plata                      | Bronce                     | Cuarto                   |
| -- | ---- | ----------------------------- | -------------------------- | -------------------------- | -------------------------- | ------------------------ |
| 1  | 2005 | Lima, Perú                    | Franco Bosquez (101.775)   | Miguel Soto (82.805)       | Viana (52.080)             | Corbatto (44.071)        |
| 2  | 2007 | Higuerote, Venezuela          | Franco Bosquez (141.300)   | Rafael Alcalá (133.700)    | Fernando Thoni (93.950)    | Gabriel Barra (84.260)   |
| 3  | 2011 | Lima, Perú                    | Franco Bosquez (200.000)   | Jorge Rodríguez (145.280)  | Miguel Soto (140.930)      | Erick Hanscke (92.550)   |
| 4  | 2013 | Miami, Estados Unidos         | Harold Dean (186.480)      | Gabriel Acosta (173.720)   | Alexandre Ortega (149.290) | Alex Yamaguchi (144.700) |
| 5  | 2015 | Acapulco, México              | Claudio Valle (168.310)    | Kevin Sansao (142.710)     | Fernando Moutiño (141.060) | Ryan Myers (110.500)     |
| 7A | 2019 | Comodoro Rivadavia, Argentina | Martín Rodríguez (196.540) | Javier Núñez (164.800)     | Martín Hocko (153.390)     | Jorge Cepeda (132.900)   |
| 8  | 2022 | Cabo Frío, Brasil             | Paulo Pacheco (35.805)     | Gabriel Barra (15.935)     | Gabriel Santana (15.690)   | Javier Núñez (16.005)    |
| 9  | 2024 | Antofagasta, Chile            | Esteban Sierra (200.000)   | Jorge Galanaquis (106.481) | Sergio Espinoza (104.427)  | César Cuya (104.312)     |

A: Versión 6 de 2017 fue suspendida, haciéndose en la misma localía durante 2019.